# ビル・ドワイヤー
ビル・ドワイヤー（Bill Dwyer 1883年 - 1946年）は禁酒法時代のニューヨークの密輸屋。Big Billのあだ名で知られる。アイルランド移民の子でヘルズ・キッチンに生まれ育つ。

## 禁酒法下で密輸
1919年、波止場の荷揚げ労働者だったドワイヤーは禁酒法が施行されるとすぐにトラック、駐車場、倉庫を押さえ、マシンガンを搭載した武装ボートを準備して、アルコール密輸を始めた。カナダルートが主流の密輸ビジネスでヨーロッパからの直輸入ルートを選択した。ニューヨークのヘルズキッチンの波止場に陸揚げされた酒は一旦倉庫に置き、チームスター組合に守られたコンボイ軍団で国内各地に輸送した。長時間の輸送は武装強盗に狙われる可能性が高いため、アイルランド系ギャングのオウニー・マドゥン、のちフランク・コステロとパートナー関係を築いて陸送中の武装を強化した。沿岸警備隊員を接待漬けにし、アイルランド系の政治組織タマニー協会の政治的保護もあって配下の密輸船はいつも安全に入出港できたため酒の供給は事欠かず、大量の酒を全米各地に売りさばいて大儲けした。

## 合法投資と暗転
1926年、連邦海上保安局への賄賂発覚で摘発され、2年刑が短縮されて13か月で出所すると、酒の密輸をマドゥンとコステロに任せて合法ビジネスへの投資を開始した。カジノ事業への投資のほかアメフトやアイスホッケーなどのチームを次々に買収して複数チームのオーナーになった。
1932年、密輸稼業から完全に身を引き、クィーンズのベルハーバーに移住した。
1935年、アメリカ政府の起こした脱税訴訟で資産の多くを没収され、オーナーだったチームのほとんどを手放した。残ったチームについてはチーム経営の無知のせいで一方的に支出が膨らむ中、運営資金が尽きて借金した挙句、経営権を剥奪された。晩年はほとんど一文無しになり、残った資産は自分の頭の上の屋根だけとなった。